# Récepteur gamma activé par les proliférateurs de peroxysomes
Le récepteur gamma activé par les proliférateurs de peroxysomes (PPAR-γ ou PPARG), également connu sous le nom de récepteur de la glitazone, ou NR1C3 (récepteur nucléaire de la sous-famille 1, groupe C, membre 3) est un récepteur nucléaire de type II qui, chez l'homme, est codé par le gène PPARG.

## Distribution tissulaire
Le PPARG est principalement présent dans le tissu adipeux, le côlon et les macrophages. Deux isoformes de PPARG sont détectées chez l'homme et chez la souris : PPAR-γ1 (présent dans presque tous les tissus sauf le muscle) et PPAR-γ2 (présent principalement dans le tissu adipeux et l'intestin).

## Fonction
Le PPARG régule le stockage des acides gras et le métabolisme du glucose. Les gènes activés par le PPARG stimulent l'absorption des lipides et l'adipogenèse des cellules adipeuses. Les souris knockout PPARG ne génèrent pas de tissu adipeux lorsqu'elles sont nourries avec un régime riche en graisses. 
Ce gène code un membre de la sous-famille des récepteurs nucléaires des PPAR (En anglais : Peroxisome Proliferator-Activated Receptor). Les PPAR forment des hétérodimères avec les récepteurs X des rétinoïdes (RXR) et ces hétérodimères régulent la transcription de divers gènes. Trois sous-types de PPAR sont connus : PPAR-alpha, PPAR-delta et PPAR-gamma. La protéine codée par ce gène est le PPAR-gamma et est un régulateur de la différenciation des adipocytes. Des variantes de transcriptions épissurées qui codent différentes isoformes ont également été décrites. 
De nombreux agents naturels se lient directement avec le PPAR gamma et l'activent. Ces agents comprennent divers acides gras polyinsaturés comme l'acide arachidonique et les métabolites de l'acide arachidonique tels que certains membres de la famille des acides 5-hydroxyicosatétraénoïques et 5-oxo-eicosatétraénoïques, par exemple le 5-oxo-15(S)-HETE et le 5-oxo-ETE ou la famille des acides 15-hydroxyicosatétraénoïques comprenant le 15(S)-HETE, le 15(R)-HETE et le 15(S)-HpETE. Le phytocannabinoïde tétrahydrocannabinol (THC), son métabolite THC-COOH, et son analogue synthétique, l'acide ajulémique (AJA). L'activation du gamma PPAR par ces ligands et d'autres peut être responsable de l'inhibition de la croissance de lignées cellulaires humaines cultivées de cancer du sein, de l'estomac, du poumon, de la prostate et d'autres cancers.

## Interactions
Il a été démontré que le récepteur gamma activé par les proliférateurs de péroxysomes interagit avec ces derniers :
- EDF1[2],[3],[4]
- EP300[5],[6]
- HDAC3[5],[7]
- MED1[6]
- NCOA3[6]
- NCOA4[8]
- NCOA2[6]
- NR0B2[9]
- PPARGC1A[10],[11]
- RB1[5].

## Pertinence clinique
Le PPAR-gamma a été impliqué dans la pathologie de nombreuses maladies dont l'obésité, le diabète, l'athérosclérose et le cancer. Les agonistes du PPAR-gamma ont été utilisés dans le traitement de l'hyperlipidémie et de l'hyperglycémie. 
Le PPAR-gamma diminue la réponse inflammatoire de nombreuses cellules cardiovasculaires, en particulier les cellules endothéliales. Il active le gène PON1, augmentant la synthèse et la libération de la paraoxonase 1 du foie, réduisant ainsi l'athérosclérose. 
De nombreux médicaments sensibilisant à l'insuline (notamment les thiazolidinediones) utilisés dans le traitement du diabète activent le PPARG comme moyen de réduire le glucose sérique sans augmenter la sécrétion d'insuline pancréatique. L'activation du PPARG est plus efficace pour la résistance à l'insuline des muscles squelettiques que pour la résistance à l'insuline du foie. Différentes classes de composés qui activent le PPARG plus faiblement que les thiazolidinediones (les soi-disant agonistes partiels du PPAR-gamma) sont actuellement étudiées dans l'espoir que ces composés seraient toujours des agents hypoglycémiques efficaces mais avec moins d'effets secondaires.
Il a été démontré que l'acide décanoïque triglycéride à chaîne moyenne est un ligand PPAR-gamma partiellement actif qui n'augmente pas l'adipogenèse. Il a été démontré que l'activation du PPAR-gamma par l'acide décanoïque augmentait le nombre de mitochondries, l'enzyme mitochondriale citrate synthase, l'activité du complexe I dans les mitochondries et l'activité de l'enzyme antioxydante catalase. Une protéine de fusion de PPAR-γ1 et du facteur de transcription thyroïdienne PAX8 est présente dans environ un tiers des carcinomes folliculaires de la thyroïde, pour être plus précis : les cancers avec une translocation chromosomique de t(2;3)(q13;p25), qui permet la juxtaposition de portions des deux gènes.
Il a été démontré[Par qui ?] que le cannabidiol, un phytocannabinoïde (CBD), active le PPAR gamma dans des modèles in vitro et in vivo. Les acides carboxyliques cannabinoïdes THCA, CBDA et CBGA activent le PAARy plus efficacement que leurs produits décarboxylés ; cependant, le THCA est l'acide qui a été trouvé avec la plus forte activité. En tant qu'analogue synthétique du THC-COOH, le principal métabolite non psychotrope du THC, l'acide ajulémique est également un puissant agoniste PPARγ. Le groupe des acides carboxyliques est essentiel pour une activation plus forte et plus longue.